# Alchemilla porrectidens
Alchemilla porrectidens är en rosväxtart som beskrevs av Sergei Vasilievich Juzepczuk. Alchemilla porrectidens ingår i släktet daggkåpor, och familjen rosväxter. Inga underarter finns listade i Catalogue of Life.